# Alexandria (Indiana)
Alexandria – miasto w Stanach Zjednoczonych, w stanie Indiana, w hrabstwie Madison.